# Vereinigte Volksbank Bramgau Osnabrück Wittlage
Die Vereinigte Volksbank eG Bramgau Osnabrück Wittlage ist eine Genossenschaftsbank mit Sitz in Osnabrück. Die Bank entstand im Jahre 2021 aus der Fusion der Volksbank Osnabrück eG mit der Volksbank Bramgau-Wittlage eG.

## Struktur
Die Vereinigte Volksbank besitzt zwei Hauptsitze in Bramsche und Osnabrück. Regionalzentren befinden sich in Bersenbrück, Bohmte, Bramsche, Glandorf, Osnabrück und Wallenhorst. Darüber hinaus gibt es 13 Filialen, 10 SB-Standorte und 8 Geldautomaten in der Region.

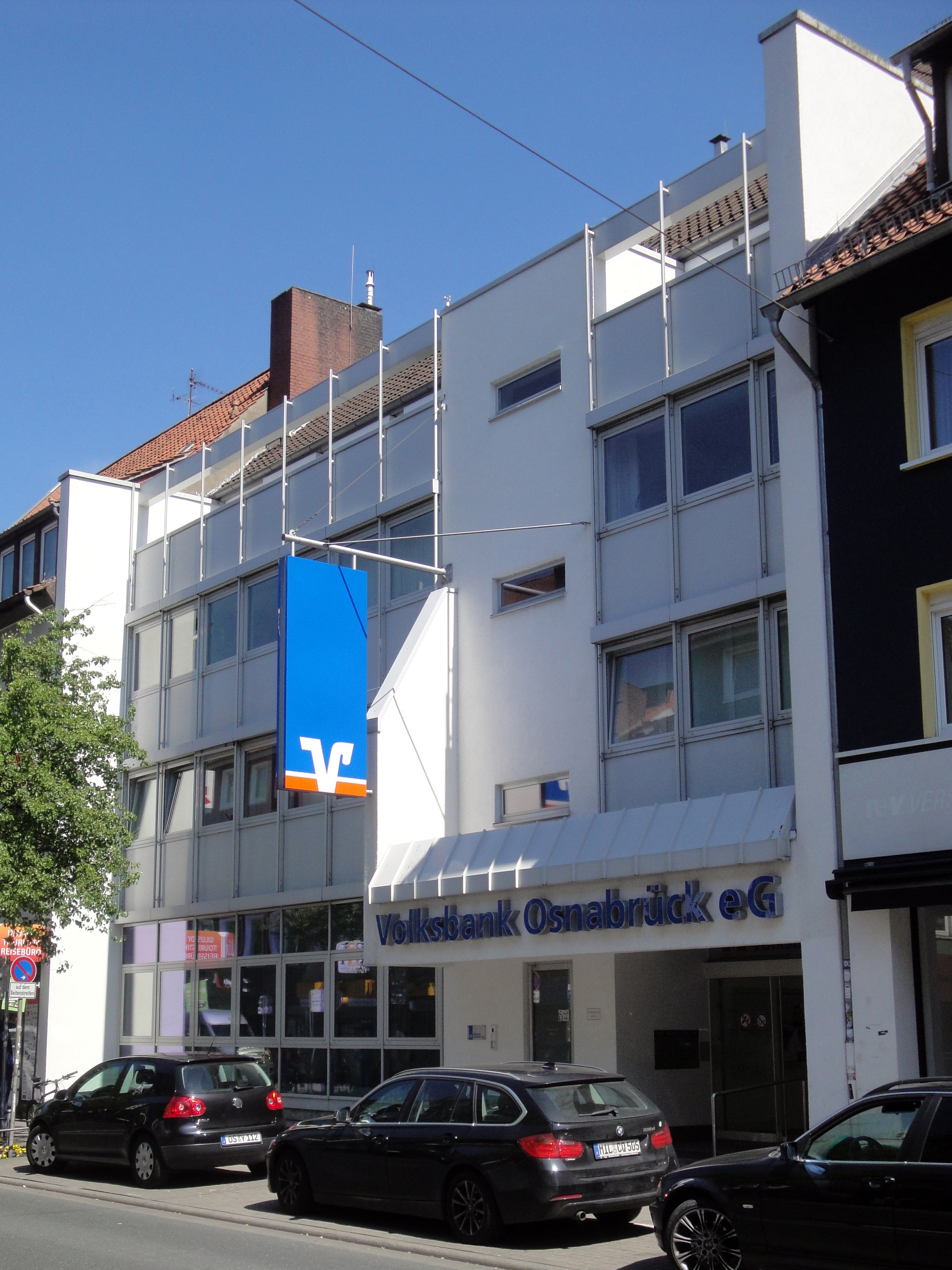
Ehemalige Hauptstelle an der Johannisstraße in Osnabrück

## Geschichte

### Volksbank Osnabrück
Die Volksbank Osnabrück eG wurde 1920 gegründet. Im Jahr 2000 wurde die Volksbank Glandorf eG übernommen. Mitte 2020 wurde die Hauptverwaltung in Osnabrück von der Johannisstraße zur Netter Heide im Stadtteil Hafen verlegt.